# フリードリヒ・フォン・ベルヒトルト

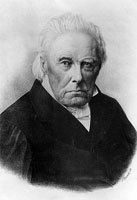
Friedrich Graf von Berchtold

フリードリヒ・フォン・ベルヒトルト（Friedrich Graf von Berchtold, Baron von Ungarschitz、チェコ語表記: Bedřich Karel Eugen Všemír hrabě von Berchtold, svobodný pán z Uherčic、1781年10月25日 - 1876年4月3日) はチェコの医師、植物学者である。

## 略歴
ストラース・ナト・ネザールコウで生まれた。ハンガリー・モラヴィアの地主貴族、ベルヒトルト家の一族である。医学を学び、1804年に博士号をとると、プラハ大学の医学部で働いた。医学の仕事の傍ら、博物学、特に植物学の分野で働いた。ヨーロッパ、中東やブラジルなどの調査旅行を行い、著書に『ボヘミアの商用植物』（"Oekonomisch-technische Flora Böhmens" :1838-1843）6巻がある。
チェコの国家復興運動にも参加し、プラハ国立博物館の設立に尽力した。、

## 著作
- Ökonomisch-technische Flora Böhmens nach einem ausgedehntern Plane bearbeitet. 6 Bände, Prag 1836–1843
- Die Kartoffeln. Deren Geschichte, Charakteristik, Nützlichkeit, Schädlichkeit, Kultur, Krankheiten etc., mit ausführlichen Angaben ihrer industriellen Anwendung. Prag 1842